# Cleomella perennis
Cleomella perennis är en paradisblomsterväxtart som beskrevs av Hugh Hellmut Iltis. Cleomella perennis ingår i släktet Cleomella, och familjen paradisblomsterväxter. Inga underarter finns listade i Catalogue of Life.